# Salon international du livre de montagne de Passy
Le salon international du livre de montagne existe depuis 1990 à Passy, commune française de Haute-Savoie. 

## Description
Le salon est créé et organisé depuis 1990 par l'association « Montagnes en Pages ». Ses fondateurs sont Joëlle Chappaz et François Garde. Le festival a lieu durant trois jours au mois d’août, et accueille une quarantaine d'auteurs, des éditeurs, des associations littéraires ainsi que des libraires. 
En 2016, le festival a lieu du 5 au 7 août, au Parvis des Fiz, sous le thème « éthique au sommet ». Le président d’honneur de cette édition est Anselme Baud, alpiniste, guide mais aussi écrivain et précurseur du ski freeride.
À l'occasion des 25 ans du salon du livre de montagne, la maison d'édition Guérin, située à Chamonix, a publié un recueil contenant des textes de quarante-cinq auteurs différents, dont le thème est la montagne ; il s'intitule 25 ans, salon international du livre de montagne de Passy.

### Prix
Quatre prix sont décernés chaque année : le Grand prix du salon du livre de montagne de Passy, le Prix mondial du livre d'images de montagne, le Prix du pays du Mont-Blanc, le prix jeunesse du livre de Montagne. Des conférences et projections autour du thème de la montagne sont également organisées. De plus, des personnalités du monde de la montagne sont invitées.
Le grand prix de l'édition 2015 est remporté par les alpinistes britanniques Mick Fowler (en) et Victor Saunders (en) pour leur ouvrage Himalaya, les tribulations de Mick et Vic aux éditions du Mont-Blanc ; ce dernier relate trois expéditions en haute montagne. La mention spéciale de jury est accordée à Reinhold Messner pour son livre Sur-vivant, qui fait le récit de sa passion extrême, paru chez les éditions grenobloises Glénat. Laurent Geslin obtient le prix mondial du livre d'images de montagne avec Lynx, regards croisés, un album de photographies du félin sauvage, aux éditions Slatkine.
En 2019, le grand prix a été remis à Tommy Caldwell pour son roman Push. Le prix mondial du livre d’images de montagne revient à Eric Alibert pour Alpes aux éditions Slatkine. Le prix du Pays du Mont-Blanc a été remis à Philippe Montillier pour ses Carnets d’Éternité. Le prix Rotary jeunesse du livre de montagne est décerné à Dans ma montagne (éditions Père Fouettard).